# Mária Terézia-tallér

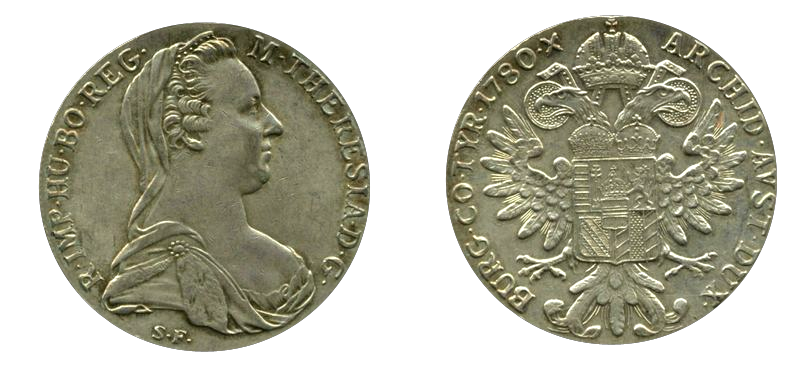
Mária Terézia-tallér

A Mária Terézia-tallér (németül: Maria-Theresien-Taler, 1901 előtt -Thaler) egy ezüst kereskedelmi érme, melyet 1741-es első verése óta széles körben használnak a világkereskedelemben. 1780 (Mária Terézia halála) után készült utánvereteken az 1780. évszám szerepel.